# Institut Amatller d'Art Hispànic
L'Institut Amatller d'Art Hispànic és una institució privada fundada el 1941 per Josep Gudiol i Ricart a la Casa Amatller de Barcelona, obra modernista de Josep Puig i Cadafalch. Va ser possible pel mecenatge de Teresa Amatller i Cros, filla del gran industrial xocolater i fotògraf Antoni Amatller i Costa, que a més de cedir la seva casa va adquirir l'Arxiu Mas.
Des d'un any abans de la mort del fundador (1985), el director fou Santiago Alcolea i Blanch (Barcelona, 1951-2024), que hi introduí les tècniques digitals. Des de gener de 2025 n'és director Marc Sureda i Jubany (Girona, 1976). El patronat que governa la fundació està presidit per l'historiador de l'art Francesc Fontbona, que succeí Montserrat Blanch, vídua de l'anterior president Santiago Alcolea i Gil.
L'Institut ha editat obres importants per a l'art català i hispànic i és un punt de trobada d'historiadors de l'art d'arreu del món. S'hi va planejar i preparar la important col·lecció Ars Hispaniae i la participació catalana en el Congrés Internacional d'Història de l'Art del 1973. També s'hi organitzen exposicions d'art i cursos i conferències sobre temes artístics.

## Fons
Manté una gran fototeca amb més de 360.000 negatius de l'arxiu Amatller i d'altres procedències (entre d'altres, hi ha els d'Adolf i Pelai Mas, especialitzat en la fotografia d'art, i els de Josep Gudiol) i per un banc d'unes 90.000 imatges digitals. A més, hi ha una biblioteca especialitzada en la mateixa temàtica, amb més 16.000 volums.
La col·lecció Amatller compta amb vidres d'excavació, romans (segles iii-iv), catalans i d'altres manufactures (segles xv-xviii), així romàniques i gòtiques sobre fusta (entre les quals, algunes de Bartolomé Bermejo), mobiliari, exemplars d'indumentària litúrgica, tapissos i pintures de Ramon Casas i Lluís Graner, entre d'altres.